# القلعة (ملحان)

تعديل مصدري - تعديل

القلعة هي إحدى قرى عزلة القبلة بمديرية ملحان التابعة لمحافظة المحويت، بلغ تعداد سكانها 997 نسمة حسب تعداد اليمن لعام 2004.